# Agrarium (Kiekeberg)
Koordinaten: 53° 26′ 25″ N, 9° 54′ 7″ O
Agrarium bezeichnet eine Ausstellung im „Freilichtmuseum am Kiekeberg“, die im Mai 2012 in der niedersächsischen Gemeinde Rosengarten eröffnet wurde. In diesem Schaumagazin werden auf drei Etagen die Themen Landwirtschaft und Ernährungsindustrie im Wandel der Zeit ausgestellt. Besucher erfahren Hintergründe über die Lebensmittelproduktion sowie den Weg der Lebensmittel vom Feld zum Verbraucher, beispielsweise bei Gemüse und Getreide. Ungewöhnlich für ein Freilichtmuseum ist, dass diese Dauerausstellung nicht in der Vergangenheit bleibt, sondern auch in Gegenwart und Zukunft schaut.
Im Agrarium ist ein großer Teil der landtechnischen Sammlung des Museums integriert und konnte so dem Publikum und Fachleuten zugänglich gemacht werden. In Schwerlastregalen werden Traktoren, Erntemaschinen und Maschinen aus der Lebensmittelindustrie präsentiert. Gleichzeitig ist das Agrarium als interaktive Ausstellung konzipiert. Schautafeln, multimediale Elemente und Mitmach-Stationen, so genannte Hands-On-Stationen, setzen die Ausstellungsobjekte in einen größeren Kontext.

## Ausstellungsinhalte

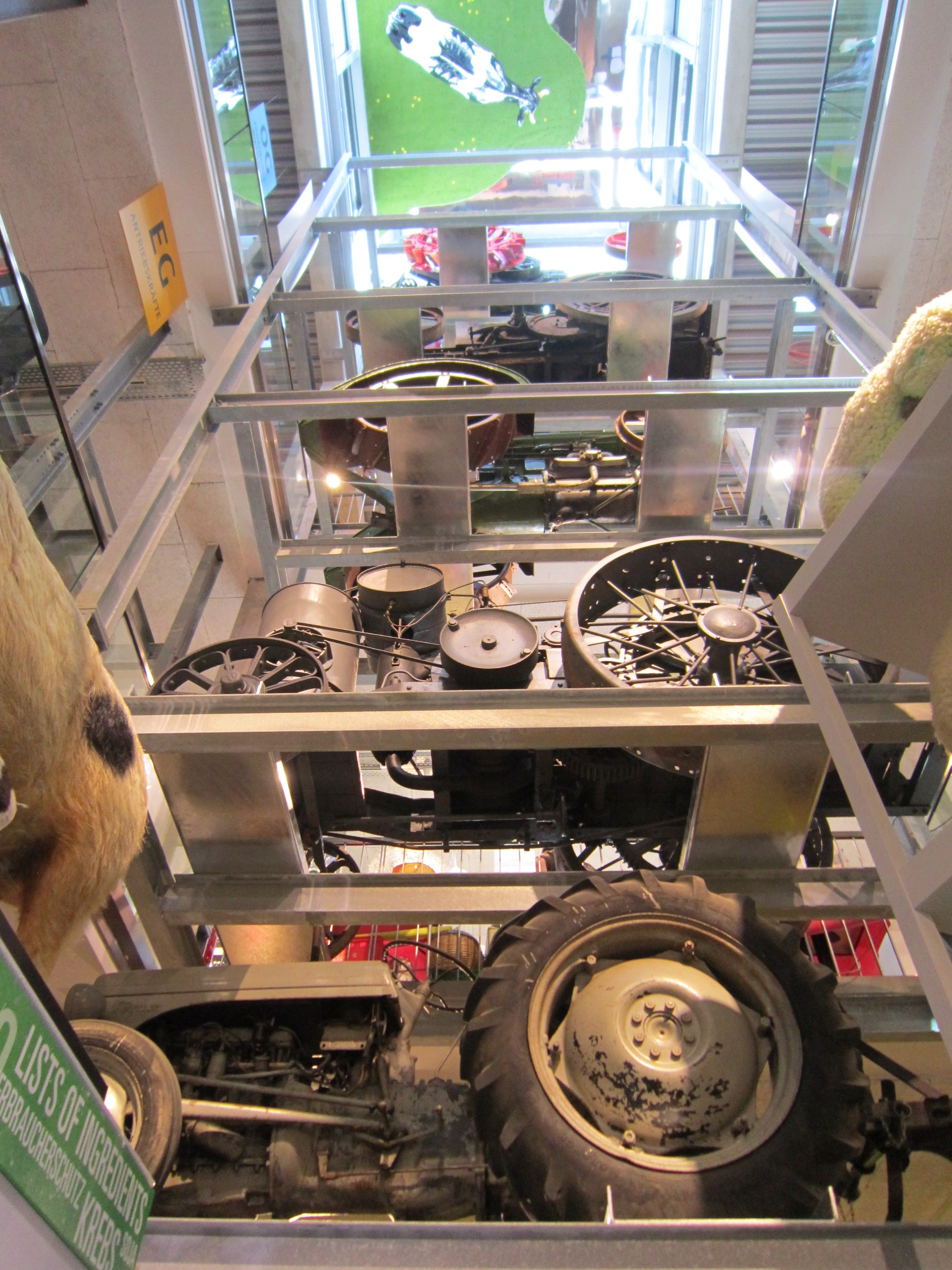
Landwirtschaftstechnik und eine von der Decke herabhängende Kuh im Agrarium

Die Ausstellung vereint erstmals in Deutschland die Entwicklung von Landwirtschaft und Ernährung. Das große Bevölkerungswachstum im 19. Jahrhundert machte mehr Nahrungsmittel  und somit eine effiziente Landwirtschaft notwendig. Drei Faktoren waren für diese Entwicklung entscheidend: Antriebskräfte, landwirtschaftliche Technik und Ernährungsindustrie.

### Antriebskräfte
Das Erdgeschoss widmet sich dem Thema Antriebskräfte. Hier wird gezeigt, dass erst durch einen effizienten Einsatz von Antriebskräften überhaupt eine industrielle Produktion in großen Mengen möglich war. Dampfkraft ist der Ausgangspunkt der Entwicklung. Mit Dampfkraft werden Traktoren, Pflüge, Pumpen, Butterfässer und mehr betrieben. Besonders im Innenraum war die Elektrizität von entscheidender Bedeutung. Es wurde aber auch versucht, große Landmaschinen, wie Mähdrescher, mit Elektromotoren zu vermarkten. Auf den Feldern war der Einsatz von Verbrennungsmotoren der entscheidende Entwicklungsschritt, die Ausstellung zeichnet anhand der Exponate die Geschichte eindrucksvoll nach.

### Landwirtschaft
Das Untergeschoss thematisiert die landwirtschaftliche Arbeit und ihre Veränderungen. War lange Zeit Muskelkraft für die Feldarbeit notwendig, wurde die Landwirtschaft durch die High-Tech-Allroundmaschinen wesentlich effizienter. Sensen und Dreschflegel wurden abgelöst vom Mähdrescher, der das Schneiden, Dreschen und Verpacken vereint. Um den romantischen Klischeevorstellungen von modernen Bauern entgegenzuwirken, wurde im Agrarium ein Büro eines Landwirts eingerichtet. Die Szenerie wird bestimmt vom Computer, Telefonklingeln und alltäglicher Büroarbeit. Gleichzeitig wirft die Ausstellung einen Blick auf heutige Möglichkeiten, die Effizienz weiter zu steigern. Pestizide und Düngemittel sind in der modernen Landwirtschaft weit verbreitet.

### Ernährungsindustrie
Das Obergeschoss stellt Bereiche der Ernährungsindustrie vor. Zuckerherstellung, Milchviehwirtschaft, und Brotaufstrich-Produktion sind einige der Abteilungen der Ausstellung. In der zweiten Hälfte des 19. Jahrhunderts begann die Intensivierung der Landwirtschaft. Molkereien und anschließend Bauern schlossen sich zu Genossenschaften zusammen, um ihre Lebensmittel in großen Mengen verbreiten zu können. Erfindungen zum Konservieren von Lebensmitteln waren die wichtigsten Errungenschaften der Lebensmittelindustrie der Zeit. Konservendosen, Pasteurisieren, Gefrieren und Einkochen zählen dazu.

## Finanzierung
In das Agrarium wurden rund 5,7 Millionen Euro investiert. Neben einer erheblichen Summe vom Europäischen Fonds für regionale Entwicklung beteiligte sich der Landkreis Harburg als Projektträger. Weitere Projektpartner waren der Förderfonds Hamburg/Niedersachsen der Metropolregion Hamburg, die Stiftung Niedersachsen, die Niedersächsische Sparkassenstiftung, der Lüneburgische Landschaftsverband, die Gemeinde Rosengarten, die Hans-Jürgen Weseloh-Stiftung, die Stiftung „Hof Schlüter“, das Landschaftliche Kollegium des Fürstentums Lüneburg, die EWE AG, die Stiftung der Sparkasse Harburg-Buxtehude, die Sparkasse Harburg-Buxtehude und der Förderverein des Freilichtmuseums am Kiekeberg.